# 中国人民解放军陆军第八十二集团军
中国人民解放军陆军第八十二集团军，代号中国人民解放军31677部队，隶属中部战区陆军，军部驻河北省保定市。

## 沿革

### 中华人民共和国成立前
陆军第三十八集團軍的主力第一一二師的前身是彭德懷率領湘军独五师第一团于1928年發動平江起義後創建的红五军，因此7月22日（平江起义日期）为第三十八集团军的纪念日。1930年以红五军為主的紅三軍團一舉攻克長沙，這也是第一次国共内战時期中国工农红军攻下的最大城市。紅三軍團是當時中央蘇區紅軍兩大主力之一，抗日战争中編為八路軍115師343旅686團，參加平型關戰役。1939年編為山東军區第一師，隨羅榮桓進軍山東。
該軍第一一三師的前身是徐海東領導的紅二十五軍一部，在長征中孤軍奮戰，率先到達陝北。抗日战争中編為八路軍115師344旅，开赴華北抗日前線。其中一部進入山東，抗戰大反攻時編為山東軍區第2師。
該軍第一一四師的前身是張學良的东北军第五十三軍一一一師，後在中共地下党員萬毅指揮下在山東舉行起義，編入八路軍。
在第二次国共内战中，1946年8月上述各部队編成“东北民主联军第一纵队”。1948年1月1日改称“东北人民解放军第一纵队”。遼沈戰役結束後，1948年11月，第一縱隊改稱為中國人民解放軍第三十八軍，所轄第一師改稱第一一二師，第二師改稱第一一三師，第三師改稱第一一四師。同時將遼北獨立第十師划歸第三十八軍建制，改稱第一五一師。随后參加平津戰役。第三十八軍在平津戰役中擔任天津主攻，生擒天津警備司令陳長捷。第三十八軍還參加了宜沙、衡寶、廣西、滇南等大小戰役。在第二次国共内战中，第三十八軍從松花江邊一直打到云南中緬邊境。

### 中华人民共和国成立后
1950年，第三十八軍由梁兴初率领，参加朝鲜战争，担负穿插重任。在第二次战役中，成功穿插三所里与龙源里。由于松骨峰阻击战中，38军表現突出，志愿军司令员彭德怀电报嘉奖称“中国人民志愿军万岁！第三十八军万岁！”从此第三十八军有了“万岁军”的称号。松骨峰阻击战也成为作家魏巍的著名通讯《谁是最可爱的人？》的主题。
從朝鮮戰場返回后，第三十八軍駐防吉林通化。1967年2月由代總參謀長杨成武上將提議將該軍調到保定地區，接替第六十九軍的防務，拱衛北京。1971年9月12日毛泽东令李德生调动第三十八军1个师到北京南口，随后参加了封锁西郊、南苑、沙河三个军用机场的任务。
1983年，第一一二師成為中國人民解放軍第一支機械化部隊。1985年第三十八軍偵察部隊参加对越南輪戰，表現出色。1985年，中国人民解放军进行百万大裁军，第三十八軍改編為陆军第三十八集团军（原代号为中国人民解放军51034部队，后代号改为中国人民解放军66393部队）。陆军第三十八集团军裝備有直升机、坦克、裝甲運兵車、步兵戰鬥車、齊射火箭炮、工程技術裝備、高射炮、汽車運輸工具、加油車等。編制為五個師（坦克師、机械化師、摩步師、步兵師、炮兵師），三旅（導彈旅、高炮旅、工兵旅）和直升机大隊，以及防化團、工兵團、通訊團、電子對抗分隊等保障部隊，編員8.6萬人，屬重裝集團軍，是全軍戰備值班部隊中配備在主要方向速快速反應部隊，2-7晝夜可抵達中國任何地方。1986年，直升機大隊擴编為陸航團。1989年第三十八集团军曾被派往北京参与六四清场，时任军长徐勤先因反对清场遭解职并判刑入狱。
2016年，中国人民解放军七大军区撤销，成立五大战区，陆军第三十八集团军划归中国人民解放军中部战区陆军。
2017年4月18日，中共中央总书记、国家主席、中央军委主席习近平在北京八一大楼接见新调整组建的84个军级单位主官，并对各单位发布训令；中共中央政治局委员、中央军委副主席许其亮宣读习近平主席签发的中央军委关于调整组建军兵种部队和省军区系统军级单位的命令、决定。在这次军级单位调整组建中，以陆军第三十八集团军为基础，调整组建中国人民解放军陆军第八十二集团军。军部驻地河北省保定市。

## 编制
1985年，陆军第三十八军正式改编为陆军第三十八集团军，编入坦克第六师、炮兵旅（原炮兵第六师）和高炮旅（原炮兵第六十一师）。1988年1月，组建了解放军陆军集团军中的第一个直升机大队。原属第三十八集团军的步兵第一一四师于1996年改为直属武警总部的机动师（即武警第一一四师）。1998年后，坦克第六师与高炮旅分别改编为装甲师和防空旅，直升机大队扩编为陆航团。2003年，摩步第一一三师改为轻型机械化师。全集团军约6-7万人。
2016年深化国防和军队改革前，陆军第三十八集团军下辖：机械化步兵第一一二师、机械化步兵第一一三师、装甲第六师、炮兵旅、防空旅、陆军航空兵第八旅、特种作战旅，以及集团军直属通信团、工兵团、防化团、电子对抗团等。2020年，原中部战区陆军直属之数字化合成第一一二师改旅，原三三四团及三三六团调整为重型合成第一一二旅重新划入本集团军，原三三五团并入第八十一集团军中型合成第一八九旅。
2017年组建的陆军第八十二集团军下辖：
- 合成第六旅（履带式重装甲合成部队，主要装备ZTZ99 + ZBD-86）
- 合成第八十旅（卡车摩托化合成部队）
- 合成第一一二旅（履带式重装甲合成部队，主要装备ZTZ-99A + ZBD-04A）
- 合成第一二七旅（轮式机械化合成部队，主要装备ZTL-11 + ZBL-08 / ZSL-92B）
- 合成第一五一旅（履带式重装甲合成部队，主要装备ZTZ-99A + ZBD-04A）
- 合成第一八八旅（履带式装甲合成部队，主要装备ZTZ-96 + ZBD-04A） （据悉于2023年转隶海军陆战队）
- 合成第一九六旅（高机动车辆机械化合成部队，主要装备CSK181）[25][26][27][28]
- 特战第八十二旅 “响箭”，驻守在北京，承担反恐和侦察任务[29]
- 炮兵第八十二旅
- 防空第八十二旅
- 工兵第八十二旅[30]（以平战结合形式承担国家地震灾害紧急救援队任务）
- 防化第八十二旅[31]
- 陆航第八十二旅[32]
- 勤务支援第八十二旅

## 历任领导

### 中国人民解放军第三十八军
| 中国人民解放军第三十八军军长 1. 李天佑（1947年7月—1949年2月） 2. 梁兴初（1949年5月—1952年5月） 3. 江拥辉（1952年7月—1953年5月代理；1953年5月—1957年8月） 4. 刘贤权（1957年9月—1960年5月） 5. 邓 岳（1960年5月—1964年8月） 6. 李光军（1964年8月—1968年10月） 7. 刘海清（1968年12月—1972年5月） 8. 朱月华（1972年5月—1978年5月） 9. 李连秀（1978年5月—1984年11月） | 中国人民解放军第三十八军政治委员 1. 梁必业（1948年3月—1950年4月） 2. 刘西元（1950年4月—1952年7月） 3. 吴岱（1952年7月—1953年5月代理；1953年5月—1956年10月） 4. 曾祥煌（1956年10月—1960年7月） 5. 任荣（1960年5月—1964年8月） 6. 于敬山（1964年8月—1966年12月） 7. 王猛（1966年12月—1970年12月） 8. 刑泽（1970年12月—1972年12月） 9. 王丕礼（1973年11月—1978年5月） 10. 刑泽（1978年5月—1981年8月） 11. 苗敬芬（1982年6月—1984年9月） 12. 高天正（1984年9月—1988年2月） |

### 中国人民解放军陆军第三十八集团军
| 中国人民解放军陆军第三十八集团军军长 1. 李际均（1985年1月—1987年12月） 2. 徐勤先（1987年12月—1989年5月） 3. 张美远（1989年6月—1993年3月） 4. 刘丕训（1993年3月—1994年12月） 5. 黄信生（1994年12月—1995年7月） 6. 高中兴（1995年7月—2002年1月） 7. 李少军（2002年1月—2007年6月） 8. 王西欣（2007年6月—2011年12月） 9. 许林平（2012年1月—2013年12月） 10. 刘振立（2014年1月—2015年7月） 11. 王印芳（2016年1月—2017年） 中国人民解放军陆军第三十八集团军副军长 | 中国人民解放军陆军第三十八集团军政治委员 1. 高天正（1984年9月—1988年2月） 2. 王福义（1988年4月—1989年12月） 3. 吴润忠（1990年6月—1993年12月） 4. 邵松高（1993年12月—1996年1月） 5. 寇宪祥（1996年7月—2001年7月） 6. 黄嘉祥（2001年7月—2005年12月） 7. 吴刚（2006年—2010年12月） 8. 邹运明（2010年12月—2017年） 中国人民解放军陆军第三十八集团军副政治委员 |

| 中国人民解放军陆军第三十八集团军参谋长 | 中国人民解放军陆军第三十八集团军政治部主任 |

### 中国人民解放军陆军第八十二集团军
| 中国人民解放军陆军第八十二集团军军长 1. 林向阳 少将（2017年3月—2019年4月） 2. 段应民 少将（2019年4月—2022年12月） 3. 付先学 少将（2023年—） 中国人民解放军陆军第八十二集团军副军长 - 李广泉 少将（2017年—） - 李明 少将（2017年—） - 景海鹏 少将（2019年—2021年） | 中国人民解放军陆军第八十二集团军政治委员 1. 张孟滨 少将（2017年3月—2020年12月） 2. 王孝永 少将（2021年—） 中国人民解放军陆军第八十二集团军副政治委员 |

| 中国人民解放军陆军第八十二集团军参谋长 中国人民解放军陆军第八十二集团军副参谋长 | 中国人民解放军陆军第八十二集团军政治工作部主任 - 唐兴华 少将（2017年—2018年） - 杨友斌 少将（2019年—2022年） 中国人民解放军陆军第八十二集团军政治工作部副主任 - 王杨 大校（2017年—） |

| 中国人民解放军陆军第八十二集团军保障部部长 中国人民解放军陆军第八十二集团军保障部副部长 | 中国人民解放军陆军第八十二集团军纪律检查委员会书记 中国人民解放军陆军第八十二集团军纪律检查委员会副书记 - 王杨 大校（2017年—，政治工作部副主任兼） |

## 荣誉
曾被授予荣誉称号的单位有：
- 野八旅：原陆军第六十三集团军步兵第一八八师。2003年转隶并改为陆军第二十七集团军机械化步兵第一八八旅。2017年转隶并改为陆军第八十二集团军某旅[41]。
- 平江起义团：原陆军第三十八集团军步兵第一一二师第三三四团。
- 红军团：原陆军第三十八集团军步兵第一一二师第三三四团
- 红军团：原陆军第三十八集团军步兵第一一三师第三三八团
- 叶挺独立团、红军团：原陆军第五十四集团军步兵第一二七师（铁军师）第三七九团。2017年转隶并改为陆军第八十二集团军某合成旅[41][42]。
- 飞夺泸定桥连（红二连）：原陆军第五十四集团军步兵第一二七师第三七九团（叶挺独立团）某连。2017年转隶并改为陆军第八十二集团军某合成旅某连[41]。
- 强渡乌江模范连（红一连）：原陆军第五十四集团军步兵第一二七师第三七九团（叶挺独立团）某连。2017年转隶并改为陆军第八十二集团军某合成旅某连[41][42]。
- 郯城战斗模范连：原陆军第三十八集团军步兵第一一二师第三三四团第八连
- 何万祥连：原陆军第三十八集团军步兵第一一二师第三三四团第一连
- 松骨峰特功连：原陆军第三十八集团军步兵第一一二师第三三五团第三连
- 钢八连：原陆军第三十八集团军步兵第一一三师三三七团第八连
- 老虎连：陆军第八十二集团军某连[41]
- 湘西剿匪模范连：陆军第八十二集团军某连[41]
- 史德洪英雄排：陆军第八十二集团军某排[41]
- 金同元英雄班：陆军第八十二集团军某班[41]

## 其他人物
以下著名人物曾在原陆军第三十八集团军服役：
- 叶京：導演，曾經效力于中国人民解放军陆军第三十八集团军坦克六师二十一团，担任炮长职务，曾在北京军区大比武军事技术比赛中获得第一名，榮立三等功。被授予“学习雷锋积极分子”光荣称号。
- 冯小刚：導演，曾經效力于中国人民解放军陆军第三十八集团军坦克六师编外宣传人员，文艺宣传队人员。
- 梁天：演員，曾經效力于中国人民解放军陆军第三十八集团军坦克六师第二十一团一营三连任炮长，坦克六师文艺宣传队人员。
- 任志强：地产商，曾经效力于中国人民解放军陆军第三十八集团军的排长、连长、参谋（具体所在部队待查）。
- 刘鹤：中共中央政治局委员、国务院副总理，曾经效力于三十八军一一二师高炮团五七营二连的战士、副班长。

待查）。
- 景海鵬，中國人民解放軍航天員大隊隊長